# Вибух на шахті «Степова»
Вибух на шахті «Степова» у с. Глухів на Львівщині — одна з найбільших шахтно-вугільних аварій в Західній Україні, яка сталася 2 березня 2017 року та привела до загибелі 8 і травмування 23 гірників.

## Передумови
Шахта надкатегорійна за метаном, небезпечна за вибуховістю вугільного пилу.
На шахті вже ставались аварії. Велика аварії була 2 квітня 2008 року. Пожежу гасили три місяці. Після цього була створена комісія, яка розслідувала аварію. Було виявлено більш як сто порушень правил безпеки, у тому числі два випадки місцевих скупчень метану.

## Перебіг аварії
Вибух стався у четвер 2 березня 2017 року о 12:46 на шахті № 10 «Степова» ВАТ «Львіввугілля» у с. Глухів Сокальського району Львівської області на горизонті 550 м, у 119 конвеєрному штреку.
У цей час на шахті працювало 172 гірники, у тому числі на аварійній ділянці перебувало 34 гірники.
Через вибух метану загинуло 8 і шпиталізовано 23 гірники.

## Причини аварії
Як повідомив о 17:50 2 березня, Голова Львівської обласної державної адміністрації Олег Синютка, причиною обвалу штреку була пожежа, а не вибух, як повідомлялося раніше. Був спалах метану. Гірники пробивали нову лаву, аби видобувати вугілля.
За попередніми даними, причиною вибуху на шахті став спалах повітряно-метанової суміші, — розповів на нараді за участю прем'єр-міністра директор шахти Сергій Смеречанський.
На момент аварії відбувався не видобуток вугілля, а ремонтні роботи. Про це на брифінгу повідомив 6 березня 2017 року віце-прем'єр-міністр України — міністр регіонального розвитку, будівництва та житлово-комунального господарства Геннадій Зубко.
За інформацією Міністерства охорони здоров'я України внаслідок трагедії 8 людей загинуло, 14 перебували спершу в Червоноградській центральній міській лікарні.
Дві особи перебувають у реанімації, одинадцять — у хірургії та один — у травматології. Двоє постраждалих перебувають у важкому стані, 12 — у стані середньої тяжкості.
Надвечір 2 березня 2017 р. кількість шпиталізованих зросла до 21-го. 6 гірників, що перебували у важкому стані були доставлені до Львова. Стан хворих ускладнюється опіками дихальних шляхів, у деяких пацієнтів — опіки обличчя та рук. З постраждалими працюють психологи.
На ранок 4 березня до опікового центру Львівської міської клінічної лікарні з Червонограда були доставлені ще три шахтарі.
«Таким чином станом на ранок 4 березня кількість госпіталізованих гірників досягла 23 осіб. Стан дев'яти з них важкий, 14 — середньої тяжкості. У постраждалих опіки дихальних шляхів та поверхні шкіри», — повідомили у Львівській обласній державній адміністрації.

### Думка Михайла Волинця
На думку голови Незалежної профспілки гірників України Михайла Волинця вибух на шахті «Степова» в Львівській області міг статися через застосування кабелю, який не відповідав правилам безпеки роботи.
«Після огляду місця трагедії експертної, державним та іншими відомчими комісіями було виявлено, що до відпускної лебідці був задіяний кабель, який не відповідав правилам експлуатації і правилами безпеки роботи в шахті», — йдеться в його повідомленні.
За словами Волинця, 10 метрів цього кабелю просто зникли на стику лави і конвеєрного 119 штреку. Це, на його думку, було зроблено для того, щоб приховати одну з реальних причин аварії.

### Список загиблих
- Мелешко Ярослав
- Бєлоусов Микола
- Клак Олександр
- Михнич Василь
- Лозинський Володимир
- Коліда Тарас
- Бігун Іван
- Старошевський Тарас[9]

## Рятувальні роботи
До проведення аварійно-рятувальних робіт було залучено п'ять відділень Державної воєнізованої гірничо-рятувальної служби Міненерговугілля.
Загалом залучено 50 осіб та сім одиниць техніки, в тому числі від ДСНС 20 осіб та шість одиниць техніки.
Більш як за дві години на поверхню було піднято всіх шахтарів.

### Візит високопосадовців
Прем'єр-міністр України Володимир Гройсман скасував усі заплановані на 2 березня заходи і екстрено вилетів на місце аварії.
Разом із ним на місці аварії перебувають міністр енергетики України Ігор Насалик та голова Державної служби України з надзвичайних ситуацій Микола Чечоткін.

## Наслідки аварії
Через обвал гірської породи на шахті № 10 «Степова» ВАТ «Львіввугілля» за офіційною інформацією загинуло вісім шахтарів.
Хоча за інформацією голови Незалежної профспілки гірників України Михайла Волинця від вибуху загинуло 11 шахтарів.
Трохи пізніше на своїй сторінці у Facebook, він повідомив, що під час вибуху метану загинуло 8 шахтарів та 9 дуже тяжко травмовані.
За попередньою версією Львівської поліції, обвал стався внаслідок вибуху метану. Правоохоронці вже 2 березня 2017 року відкрили кримінальне провадження за другою частиною статті 272 «порушення правил безпеки під час виконання робіт з підвищеною небезпекою» Кримінального кодексу України. Санкція статті передбачає покарання — обмеження волі на строк до п'яти років або позбавлення волі терміном до восьми років з позбавленням права обіймати певні посади чи займатися певною діяльністю на строк до трьох років.
Проводиться досудове розслідування.
У понеділок 6 березня 2017 року на шахті почала працювати урядова комісія з розслідування причини надзвичайної ситуації на шахті. Її очолив віце-прем'єр-міністр — міністр регіонального розвитку, будівництва та ЖКГ Геннадій Зубко. Причиною трагедії називають вибух метану. Не спрацювали датчики про перенасичення газу в лаві.
Також 6 березня гріники почали відновлювальні роботи на шахті

## Вшанування пам'яті загиблих
Президент України Петро Порошенко висловив співчуття родинам загиблих гірників унаслідок обвалу на шахті «Степовій» у Сокальському районі та підписав Указ за № 52/2017 «Про оголошення в Україні дня жалоби».
Днем жалоби оголошено 3 березня. Цього дня о 12:00 хвилиною мовчання буде вшановуватися пам'ять загиблих на всій території України.
На будинках і спорудах органів державної влади, органів місцевого самоврядування, державних підприємств, установ і організацій буде приспущений Державний Прапор України.
Також цього дня скасовуються всі розважально-концертні заходи, задля чого мають бути внесені відповідні зміни до програм теле- та радіопередач.
Президент Білорусі Олександр Лукашенко 3 березня 2017 року висловив співчуття Президентові України Петрові Порошенку, а також близьким і рідним загиблих унаслідок трагедії на шахті: «У Республіці Білорусь із глибоким сумом сприйнято звістку про людські жертви в результаті трагічної події на шахті „Степова“ в селі Глухів Львівської області України».

### Виплати компенсацій
Родини загиблих гірників одержать по 500 тисяч гривень від держави та по 160 тисяч гривень компенсації з Фонду соціального страхування від нещасних випадків на виробництві. Крім того, буде виплачено по 32 тисячі гривень або 20 прожиткових мінімумів на кожного утриманця в цій сім'ї. Про це на брифінгу 2 березня на шахті розповіли Прем'єр-міністр України Володимир Гройсман та міністр соціальної політики Андрій Рева.